# Baldwin (wieś)
Baldwin – wieś w Stanach Zjednoczonych, w stanie Wisconsin, w hrabstwie St. Croix.